# Krupa na Vrbasu
Krupa na Vrbasu' är ett samhälle i Bosnien och Hercegovina. Krupa hör till kommunen Banja Luka som är den närmaste större staden och regionens administrativa centrum. Krupa ligger i entiteten Republika Srpska, i den centrala delen av landet, 130 km nordväst om huvudstaden Sarajevo. Krupa na Vrbasu ligger 221 meter över havet och antalet invånare är 1 257.
Namnet kommer av att den mindre floden Krupa rinner in i den större floden Vrbas som rinner igenom. Terrängen runt Krupa na Vrbasu är huvudsakligen kuperad. Krupa na Vrbasu ligger nere i en dal. Runt Krupa na Vrbasu är det ganska tätbefolkat, med 67 invånare per kvadratkilometer.. 17,7 km norr om Krupa na Vrbasu.
För foton på Krupa na Vrbasu, se: https://www.google.se/search?q=krupa+na+vrbasu&espv=2&biw=1842&bih=995&source=lnms&tbm=isch&sa=X&ved=0ahUKEwjo5reUiJrLAhXDAJoKHefdA2IQ_AUIBigB